# Potenciación

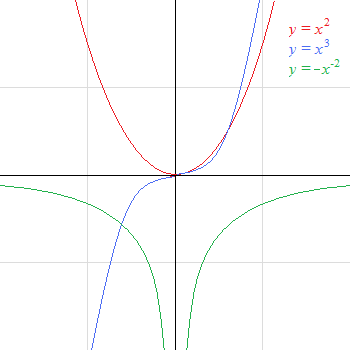
Gráfica de varias funciones potencia.

La potenciación es una operación matemática entre dos términos denominados: base {\displaystyle a} y exponente {\displaystyle n}. Se escribe {\displaystyle a^{n}} y se lee normalmente como «{\displaystyle a} elevado a la {\displaystyle n}». Hay algunos exponentes especiales como el 2, que se lee al cuadrado, y el 3, que se lee al cubo. Exponentes mayores que el 3 (cubo) suelen leerse de manera ordinal: «elevado a la cuarta, quinta, sexta, etc. potencia».

## Definición
La potenciación es la toma de un número denominado base como factor tantas veces como lo indique otro número denominado exponente.
Se llama potencia a una expresión de la forma {\displaystyle a^{n}}, donde {\displaystyle a} es denominada base y {\displaystyle n} es denominado exponente. Su definición varía según el conjunto numérico al que pertenezca el exponente. La base se multiplica por sí misma las veces indicadas por el exponente, es decir, si decimos "elevar al cuadrado" se refiere a "multiplicar dos veces" y si decimos "elevar al cubo" se refiere a "multiplicar tres veces".

### Exponente natural
Cuando el exponente es un número natural ({\displaystyle n}), este indica las veces que aparece a multiplicando por sí mismo, siendo a un número cualquiera:

(1){\displaystyle {\begin{array}{ll}a^{1}=&a\\a^{2}=&a\times a\\\vdots &\vdots \\a^{n}=&\underbrace {a\times \cdots \times a} _{n{\text{ veces}}},\end{array}}}

Esta definición puede aplicarse tanto a números reales como complejos, así como a otras estructuras algebraicas más abstractas, que pueden ser, por ejemplo, matrices cuadradas.

#### Multiplicación de potencias de igual base
Se conserva la base y se suman los exponentes; es decir:
| {\displaystyle a^{n}\cdot a^{m}=a^{n+m}} |
| {\displaystyle a^{n}\times a^{m}=\underbrace {\underbrace {a\times \cdots \times a} _{n}\times \underbrace {a\times \cdots \times a} _{m}} _{n+m}=a^{n+m}} |

Ejemplos:
{\displaystyle 9^{3}\cdot 9^{2}=9^{3+2}=9^{5}}

#### Potencia de una potencia en matriz cuadrada
Dados dos exponentes enteros, la potencia de una potencia en matriz cuadrada es igual a la potencia de base {\displaystyle a} y cuyo exponente es el producto de ambos exponentes (la misma base y se multiplican los exponentes):
| {\displaystyle {(a^{m})}^{n}=a^{m\cdot n}} |
| {\displaystyle (a^{m})^{n}={(\underbrace {a\times \cdots \times a} _{m})}^{n}=n{\begin{cases}\underbrace {\begin{matrix}a\times &\cdots &\times a\times \\\vdots &&\vdots \\a\times &\cdots &\times a\end{matrix}} _{m}\end{cases}}=a^{m\cdot n}} |

Debido a esto, la notación {\displaystyle a^{b^{c}}} se reserva para significar {\displaystyle a^{(b^{c})}} ya que {\displaystyle {(a^{b})}^{c}} se puede escribir sencillamente como {\displaystyle a^{bc}\,}.

#### Potencia de un producto
La potencia de un Producto es igual al producto de cada uno de los factores elevado al mismo exponente, es decir:
| {\displaystyle (a\cdot b)^{n}=a^{n}\cdot b^{n}}                                                                                               |
| {\displaystyle (a\times b)^{n}=n{\begin{cases}{\begin{matrix}a\times b\times \\\vdots \\a\times b\end{matrix}}\end{cases}}=a^{n}\times b^{n}} |

Si la base a tiene inverso aditivo, indicado mediante signo negativo ({\displaystyle -a}), entonces se tiene la regla:
| {\displaystyle (-a)^{n}=\;\;\;\;\;a^{n}} si {\displaystyle n} es par. {\displaystyle (-a)^{n}=-(a^{n})} si {\displaystyle n} es impar. |
| {\displaystyle {\begin{array}{ll}(-a)^{1}=&-a\\(-a)^{2}=&(-a)\times (-a)=a^{2}\\(-a)^{3}=&\underbrace {(-a)\times (-a)} _{a^{2}}\times (-a)=-(a^{3})\\\vdots &\\(-a)^{n}=&\underbrace {((-a)\times (-a))\times \cdots \times ((-a)\times (-a))} _{n{\text{ par}}}=a^{n}\\(-a)^{n}=&\underbrace {\underbrace {((-a)\times (-a))\times \cdots \times ((-a)\times (-a))} _{n-1{\text{ par por tanto es }}a^{n-1}}\times (-a)} _{n{\text{ impar}}})=-(a^{n}),\end{array}}} |

Si la base a tiene inverso multiplicativo {\displaystyle c}, es decir {\displaystyle c\cdot a=1} o que {\displaystyle c={\frac {1}{a}}}, entonces este se denota por {\displaystyle a^{-1},} y el exponente se puede ampliar a todos los números enteros:

(2){\displaystyle {\begin{array}{l}a^{-1}={\frac {1}{a}}\\a^{-n}={\frac {1}{a^{n}}}\end{array}}}

Observación
{\displaystyle a^{-n}=(a^{-1})^{n}=\underbrace {{\frac {1}{a}}\times \cdots \times {\frac {1}{a}}} _{n}={\frac {1}{\underbrace {a\times \cdots \times a} _{n}}}={\frac {1}{a^{n}}}.}

#### División de potencias de igual base
El cociente de dos potencias con la misma base es igual a una potencia de dicha base con un exponente igual a la diferencia del exponente del dividendo menos el del divisor, esto es:
| {\displaystyle {\frac {a^{m}}{a^{n}}}=a^{m-n}} |
| {\displaystyle {\frac {a^{m}}{a^{n}}}=a^{m}\cdot a^{-n}} {\displaystyle =a^{m+(-n)}} {\displaystyle =a^{m-n}} De forma extendida aparecen tres casos: {\displaystyle ={\frac {\overbrace {a\times \cdots \times a} ^{m}}{\underbrace {a\times \cdots \times a} _{n}}}} {\displaystyle ={\begin{cases}{\begin{matrix}{\frac {\overbrace {{\cancel {a}}\times \cdots \times {\cancel {a}}} ^{n}\times \overbrace {a\times \cdots \times a} ^{m-n}}{\underbrace {{\cancel {a}}\times \cdots \times {\cancel {a}}} _{n}}}=a^{m-n}&{\text{Si }}m>n\\{\frac {\overbrace {{\cancel {a}}\times \cdots \times {\cancel {a}}} ^{m}}{\underbrace {{\cancel {a}}\times \cdots \times {\cancel {a}}} _{n}}}=1&{\text{Si }}m=n\\{\frac {\overbrace {{\cancel {a}}\times \cdots \times {\cancel {a}}} ^{m}}{\underbrace {{\cancel {a}}\times \cdots \times {\cancel {a}}} _{m}\times \underbrace {a\times \cdots \times a} _{n-m}}}={\frac {1}{a^{n-m}}}&{\text{Si }}m<n\end{matrix}}\end{cases}}} |

Ejemplo:
{\displaystyle {\frac {9^{5}}{9^{3}}}=9^{5-3}=9^{2}}

#### Potencia de exponente 0
Por convención, un número distinto de 0 elevado al exponente 0 da como resultado la unidad (1), puesto que:
{\displaystyle 1={\frac {a^{n}}{a^{n}}}=a^{n-n}=a^{0}\,}
El caso particular de {\displaystyle 0^{0}\,} no está definido y es conocido como una indeterminación.

#### Potencia de un cociente
La potencia de un cociente es igual al cociente de cada uno de los números elevado al mismo exponente.
| {\displaystyle \left({\frac {a}{b}}\right)^{n}={\frac {a^{n}}{b^{n}}}} |
| {\displaystyle \left({\frac {a}{b}}\right)^{n}=}{\displaystyle \left(a\cdot b^{-1}\right)^{n}=} {\displaystyle a^{n}\cdot b^{-n}=} {\displaystyle {\frac {a^{n}}{b^{n}}}} O de forma extendida: {\displaystyle =\underbrace {{\frac {a}{b}}\times \cdots \times {\frac {a}{b}}} _{n}={\frac {a\times \cdots \times a}{b\times \cdots \times b}}={\frac {a^{n}}{b^{n}}}} |

Si la base {\displaystyle a=0}, entonces {\displaystyle a} no tiene inverso multiplicativo {\displaystyle a^{-1}}, por lo que solo se presentan exponentes de números naturales por (1) quedando así prohibida la notación (2) como valor numérico:
{\displaystyle 0^{1}=0}

### Exponente racional
La potenciación con exponente racional viene de la necesidad de resolver una ecuación del tipo {\displaystyle x^{n}=a}, de manera que {\displaystyle x={\sqrt[{n}]{a}}}, pero se ha de garantizar, por el  teorema de existencia y unicidad de las raíces cuadradas, que dicha {\displaystyle x} sea un número real y esto solo se puede garantizar para todo {\displaystyle n} si la base a es un número real positivo:
| Dado un número real positivo a, este tiene una única raíz n-ésima positiva. |

Para notar la raíz se define el uso de fracciones en el exponente:

(3){\displaystyle a^{\frac {1}{n}}={\sqrt[{n}]{a}}}

Observación
{\displaystyle \left(a^{\frac {1}{n}}\right)^{n}=a^{{\frac {1}{n}}\cdot n}=a^{1}=a.}
En general para las fracciones se define que:

(4){\displaystyle {\begin{array}{ll}a^{\frac {n}{m}}&={\sqrt[{m}]{a^{n}}}\\a^{-{\frac {n}{m}}}&={\frac {1}{a^{\frac {n}{m}}}}\end{array}}}

Relación
| {\displaystyle a^{\frac {n_{1}}{m_{1}}}=a^{\frac {n_{2}}{m_{2}}}\Leftrightarrow } {\displaystyle {\frac {n_{1}}{m_{1}}}={\frac {n_{2}}{m_{2}}}} |
| {\displaystyle {\frac {n_{1}}{m_{1}}}={\frac {n_{2}}{m_{2}}}\Rightarrow } {\displaystyle n_{1}\cdot m_{2}=n_{2}\cdot m_{1}} {\displaystyle a^{\frac {n_{1}}{m_{1}}}=a^{\frac {n_{2}}{m_{2}}}\Leftrightarrow } {\displaystyle \left(a^{\frac {n_{1}}{m_{1}}}\right)^{m_{1}\cdot m_{2}}=\left(a^{\frac {n_{2}}{m_{2}}}\right)^{m_{1}\cdot m_{2}}\Leftrightarrow } {\displaystyle a^{n_{1}\cdot m_{2}}=a^{m_{1}\cdot n_{2}}.} |

#### Propiedades
{\displaystyle a^{\frac {n_{1}}{m_{1}}}\cdot a^{\frac {n_{2}}{m_{2}}}=a^{{\frac {n_{1}}{m_{1}}}+{\frac {n_{2}}{m_{2}}}},}
{\displaystyle \left(a^{\frac {n_{1}}{m_{1}}}\right)^{\frac {n_{2}}{m_{2}}}=a^{{\frac {n_{1}}{m_{1}}}\cdot {\frac {n_{2}}{m_{2}}}},}
{\displaystyle (a\cdot b)^{\frac {n}{m}}=a^{\frac {n}{m}}\cdot b^{\frac {n}{m}}.}

### Exponente real
La potenciación puede extenderse a exponentes reales usando sucesiones racionales; esto se recoge en el siguiente teorema:
| Dado un número real positivo a y una sucesión de números racionales {\displaystyle q_{n}} que tiene límite b, entonces existe el límite de la sucesión {\displaystyle a^{q_{n}}} que se escribe como: {\displaystyle a^{b}=\lim _{n\to \infty }a^{q_{n}}} |

Nótese que las sucesivas aproximaciones de {\displaystyle a^{n}} tienen como exponente números racionales, con lo que para que la definición sea consistente, se  exige que a sea un número real positivo. Esta definición anterior se apoya en que los números racionales constituyen un subconjunto denso en el conjunto de los números reales:
{\displaystyle {\bar {\mathbb {Q} }}=\mathbb {R} }.
Alternativamente, se puede definir la potenciación  usando la función exponencial y su inversa, la función logaritmo natural, en un proceso que se denomina exponenciación. Para dos números reales {\displaystyle x} e {\displaystyle y}, con la condición {\displaystyle x>0}, la potenciación se puede expresar de la siguiente manera:
{\displaystyle x^{y}=e^{y\ln x};\;\;x,y\in \mathbb {R} ;\;\;x>0}.
Esta fórmula proporciona una forma general de calcular potencias cuando la base es un número real positivo, lo que resulta en una extensión útil del concepto de exponenciación.
Análogamente, se puede extender la potenciación a funciones. Así, se define
{\displaystyle f(x)^{g(x)}=e^{g(x)\ln f(x)}}.
De igual manera, esta es totalmente consistente si el conjunto imagen de {\displaystyle f(x)} es el conjunto de los números reales positivos {\displaystyle \mathbb {R} ^{+}}, o algún subconjunto de este, siendo los valores de la función exponente {\displaystyle f(x)} números reales cualquiera, debido a que el logaritmo natural no está definido para números negativos.

### Exponente complejo
Puede extenderse a exponentes complejos usando funciones analíticas u holomorfas, así {\displaystyle a^{b}={\mbox{det-exp}}(b\cdot {\mbox{det-log }}a)} donde det-exp es la determinación de la exponencial y det-log es la determinación del logaritmo natural.

## Resultados de potenciación

### Propiedades quenocumple la potenciación
No es distributiva con respecto a la adición y sustracción (véase productos notables), es decir, no se puede distribuir cuando dentro del paréntesis es suma o resta:
{\displaystyle (a+b)^{m}\ \neq \ a^{m}+b^{m}}
{\displaystyle (a-b)^{m}\ \neq \ a^{m}-b^{m}}
No cumple la propiedad conmutativa:
{\displaystyle a^{b}\ \neq \ b^{a}}
Tampoco cumple la propiedad asociativa:
{\displaystyle a^{b^{c}}=a^{(b^{c})}\neq (a^{b})^{c}=a^{(b\cdot c)}=a^{bc}}

### Potencia de base 10
Para las potencias con base 10 y exponente entero, el efecto será desplazar la coma decimal tantas posiciones como indique el exponente, hacia la izquierda si el exponente es negativo, o hacia la derecha si el exponente es positivo.
Ejemplos:
{\displaystyle {\begin{array}{lcl}10^{-6}&=&0,000001\\10^{-5}&=&0,00001\\10^{-4}&=&0,0001\\10^{-3}&=&0,001\\10^{-2}&=&0,01\\10^{-1}&=&0,1\end{array}}}
{\displaystyle {\begin{array}{lcr}10^{0}&=&1\\10^{1}&=&10\\10^{2}&=&100\\10^{3}&=&1.000\\10^{4}&=&10.000\\10^{5}&=&100.000\\10^{6}&=&1.000.000\end{array}}}
Las potencias de base 10 se utilizan con frecuencia para expresar números grandes (con muchas cifras) o pequeños (con muchos decimales). Por ejemplo, el número decimal 0,00000123 puede expresarse como {\displaystyle 123\cdot 10^{-8}}. Esa forma de escribir los números se conoce como notación científica.

## Representación gráfica
La representación gráfica de una función potencia f(x) = xn con exponente natural n par tiene una simetría similar a la de una parábola. Su vértice se sitúa en el punto (0, 0) y la curva es decreciente en el segundo cuadrante y creciente en el primero.
La representación gráfica de una función potencia f(x) = xn con exponente natural n impar es una curva con dos ramas unidas en el punto (0, 0), que posee simetría rotacional alrededor de este. El punto de inflexión precisamente se encuentra en el punto (0, 0), la curva es siempre creciente y ocupa el tercer y primer cuadrante.
Dichas curvas son continuas y derivables en todo su dominio de definición.
| {\displaystyle y=x^{2}\,}                         |
| Gráfico de una parábola{\displaystyle y=x^{2}\,}. |

| {\displaystyle y=x^{3}\,}             |
| Gráfico de {\displaystyle y=x^{3}\,}. |

## Límites

### Indeterminación 00
El caso especial {\displaystyle 0^{0}\,}se considera indefinido y dependiendo del contexto pueden ser asignados distintos valores dependiendo de las propiedades específicas que se quieran mantener.
Por ejemplo, puede argumentarse que {\displaystyle 0^{0}\,}es el igual al valor del límite
{\displaystyle \lim _{x\to 0^{+}}x^{0}}
y como {\displaystyle x^{0}=1} para {\displaystyle x\neq 0}, dicho valor podría ser igual a 1.
Sin embargo también puede considerarse dicha expresión como el valor del límite
{\displaystyle \lim _{x\to 0^{+}}0^{x}}
y como {\displaystyle 0^{x}=0} para {\displaystyle x\neq 0}, dicho valor podría ser igual a 0.
Esto ilustra que la forma {\displaystyle 0^{0}\,} puede corresponder a diferentes valores y por ello se considera indefinida.
El debate sobre el valor de la forma {\displaystyle 0^{0}\,} tiene casi dos siglos de antigüedad. Durante los primeros días del análisis matemático en que el fundamento formal del cálculo no se había establecido, era común aceptar que {\displaystyle 0^{0}\,}=1. Sin embargo, en 1821 cuando Cauchy publica el Cours d'Analyse de l'École Royale Polytechnique estableciendo el primer tratamiento riguroso del análisis, dicha forma aparece en una tabla de formas indefinidas junto a otras como 0/0.
En los años 1830, Libri publicó un argumento para asignar 1 como valor de {\displaystyle 0^{0}\,} y Möbius lo apoyó afirmando erróneamente que
{\displaystyle \lim _{t\to 0^{+}}f(t)^{g(t)}=1\,} siempre que {\displaystyle \lim _{t\to 0^{+}}f(t)=\lim _{t\to 0^{+}}g(t)=0.}
Sin embargo un comentarista que firmó simplemente como «S» proporcionó un contraejemplo
{\displaystyle f(t)^{g(t)}={(e^{-1/t})}^{t}}
cuyo límite cuando {\displaystyle t\to 0^{+}} es {\displaystyle 1/e}, lo cual calmó el debate con la aparente conclusión del incidente que {\displaystyle 0^{0}\,} debería permanecer indefinida. Se pueden encontrar más detalles en Knuth (1992).
En la actualidad, suele considerarse la forma {\displaystyle 0^{0}\,} como indefinida y no se le asigna valor si no se tiene un contexto en el cual el valor asignado tenga sentido.
Para calcular límites cuyo valor aparente es {\displaystyle 0^{0}\,} suele usarse la regla de l'Hôpital.

## Generalizaciones

### Extensión a estructuras abstractas
La definición de potenciación puede extenderse a exponentes reales, complejos o incluso matriciales. Dado un anillo {\displaystyle \scriptstyle (\mathbb {A} ,+,\cdot )} la operación de potenciación se define como:
{\displaystyle {\begin{array}{rccl}\mathrm {Pot} :&\mathbb {A} \times \mathbb {N} &\longrightarrow &\mathbb {A} \\&(x,n)&\longrightarrow &y=\mathrm {Pot} (x,n)=x^{n}\end{array}}}
Esto difiere de la exponenciación que es definible sobre un cuerpo que contenga a los racionales o ciertas álgebras sobre los reales o complejos:
{\displaystyle {\begin{array}{rccl}\mathrm {Exp} :&\mathbb {A} &\longrightarrow &\mathbb {A} \\&x&\longrightarrow &y=\mathrm {Exp} (x)=e^{x}\end{array}}}
{\displaystyle \mathrm {Exp} (x)=\sum _{k=0}^{\infty }{\frac {x^{k}}{k!}}}
Obviamente la exponenciación solo se puede definir sobre un conjunto en el que sea posible definir la potenciación, aunque un anillo admitirá siempre la operación de potenciación (con exponente natural) aunque no admita la exponenciación.

### Potencia de números complejos
Para cualquiera de los números reales {\displaystyle a,b,c,d\,} se tiene la identidad:
{\displaystyle \left(a\,e^{i\,b}\right)^{\left(c\,e^{i\,d}\right)}=a^{c\,\cos d}\,e^{i\,\left(c\,\log a\,\sin d+b\,c\,\cos d\right)-b\,c\,\sin d}}